# Saison 2003-2004 du Valenciennes FC
Maillots
Chronologie
Saison précédente Saison suivante
La saison 2003-2004 du Valenciennes FC est la seconde saison consécutive du club en National.
Après une 6e place au classement la saison précédente, le club est toujours présidé par Francis Decourrière et désormais entraîné par Daniel Leclercq.

## Résumé de la saison

### Championnat
Après une saison 2002-2003 terminée à la 6e place du classement de National, le club a remplacé Didier Ollé-Nicolle par le "druide" Daniel Leclercq qui avait mené le RC Lens au titre de champion de France en 1997-1998. Il est de retour en France après une précédente expérience à La Louvière.
Quelques joueurs expérimentés rejoignent le club comme David Klein, Éric Chelle ou Philippe Burle.
Valenciennes effectue une saison moyenne et termine le championnat en milieu de tableau, à la 10e place avec 51 points.
Orlando Silvestri termine meilleur buteur du club avec 9 buts.

### Coupe de France
Le VAFC réalise un beau parcours dans la compétition et atteint les 1/16 de finale où il n'est éliminé qu'aux tirs au but par l'AS Monaco (0-0, tab 1-4). Cette saison-là, les joueurs de la principauté atteignent la finale de la Ligue des champions...
La Finale se joue le samedi 29 mai 2004 au Stade de France et voit le Paris Saint-Germain battre Châteauroux (1-0).

## Structures du club

### Stade
Le VAFC évolue au stade Nungesser, d'une capacité de 11.595 places.

### Affluence
L'affluence moyenne au cours de la saison est de 3.447 spectateurs par match (11e meilleure moyenne du championnat).

### Équipementier et sponsors
Valenciennes est équipé par Adidas pour la troisième saison consécutive et sponsorisé par SITA-Suez.